# 6011 Tozzi
A 6011 Tozzi (ideiglenes jelöléssel 1990 QU5) a Naprendszer kisbolygóövében található aszteroida. Henry Holt fedezte fel 1990. augusztus 29-én.